# Avventura al Cairo
Avventura al Cairo (Cairo) è un film del 1942 diretto da W. S. Van Dyke (con il nome Maj. W.S. Van Dyke II).

## Trama
Il giornalista Homer Smith, corrispondente di guerra, arriva al Cairo e incontra Marcia Warren, una diva del cinema che crede una spia dei nazisti.

## Produzione
Il film fu prodotto dalla Metro-Goldwyn-Mayer (MGM) (controlled by Loew's Incorporated). Le riprese furono effettuate dal 1º aprile a fine maggio 1942.

### Numeri musicali
Le musiche originali sono di Herbert Stothart, quelle aggiunte di Daniele Amfitheatrof e di George Bassman; gli altri compositori sono Harold Arlen, Charles Wakefield Cadman, B. G. De Sylva, Léo Delibes, Howard Dietz, Nelle Richmond Eberhart, Cliff Friend, L. Wolfe Gilbert, E. Y. Harburg, Al Jolson, Lewis F. Muir, Vincent Rose, Arthur Schwartz e Charles Tobias.
La direzione orchestrale fu affidata a George Stoll e le danze a Sammy Lee.

#### Canzoni
- Buds Won't Bud, musica di Harold Arlen, parole di E. Y. Harburg
- The Waltz Is Over, musica di Arthur Schwartz, parole di E. Y. Harburg
- The Moon Looks Down on Cairo, musica di Arthur Schwartz, parole di E. Y. Harburg
- Les Filles de Cadix, musica e parole di Léo Delibes
- We Did It Before and We Can Do It Again, musica di Cliff Friend, parole di Charles Tobias
- Waiting for the Robert E. Lee, musica di Lewis F. Muir, parole di L. Wolfe Gilbert
- Keep the Light Burning Bright, musica di Arthur Schwartz, parole di Howard Dietz e E. Y. Harburg
- From the Land of the Sky Blue Water, musica di Charles Wakefield Cadman, parole di Richmond Eberhart
- Avalon, musica e parole di Al Jolson, B. G. DeSylva e Vincent Rose

## Distribuzione
Distribuito dalla Metro-Goldwyn-Mayer (MGM), venne presentato in prima mondiale a Richmond, in Virginia, il 16 settembre 1942. Uscì nel resto del paese nel settembre/novembre dello stesso anno.